# 神戸市立出合小学校
神戸市立出合小学校（こうべしりつ であいしょうがっこう）は、兵庫県神戸市西区中野一丁目にある公立小学校。

## 沿革
- 1986年4月1日 - 神戸市立玉津第一小学校から分離し、開校[1]。
- 2007年4月1日 - 神戸市立玉津第一小学校区との境界線を変更する。

## 校区
- 神戸市西区
  - 曙町・王塚台4～7丁目・玉津町出合・中野1～2丁目・持子

## 校区内の主な施設
- 神戸市立王塚台中学校（進学先中学校）
- 兵庫県立リハビリテーション中央病院

## 交通
- 神姫バス 29・90・90A系統「中野一丁目南」より

## 校区が隣接している学校
- 神戸市立枝吉小学校
- 神戸市立高津橋小学校
- 神戸市立玉津第一小学校
- 神戸市立平野小学校
- 明石市立沢池小学校
- 明石市立鳥羽小学校